# 19 martie
ianuarie • februarie • martie  • aprilie  • mai  • iunie  • iulie  • august  • septembrie  • octombrie  • noiembrie  • decembrie
19 martie este a 78-a zi a calendarului gregorian și ziua a 79-a în anii bisecți. Mai sunt 287 de zile până la sfârșitul anului.

## Evenimente

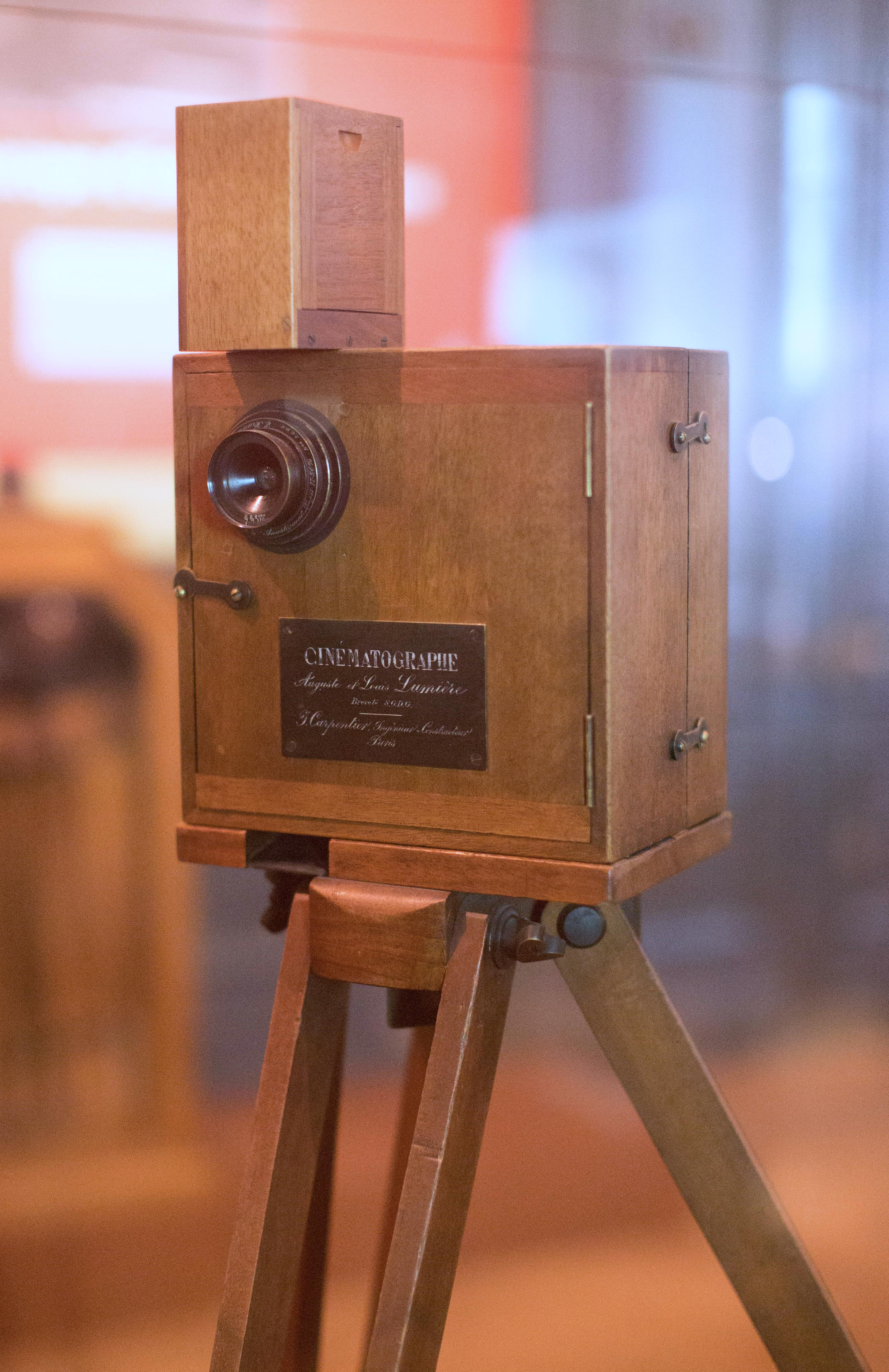
1895: Auguste și Louis Lumière înregistrează primele lor imagini folosind noua lor cameră cinematografică brevetată.

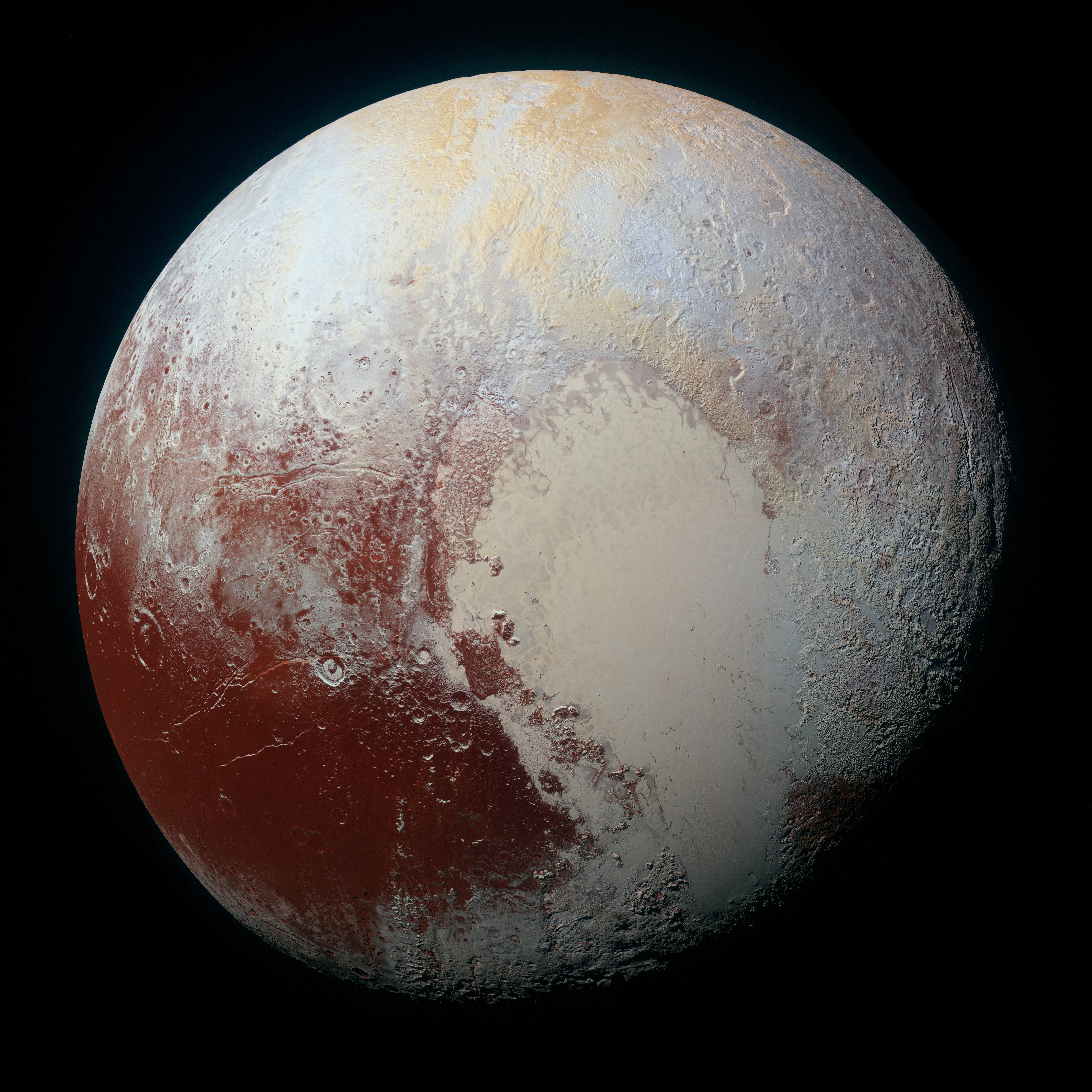
1915: Planeta Pluto este fotografiată pentru prima dată, dar nu este recunoscută ca planetă.

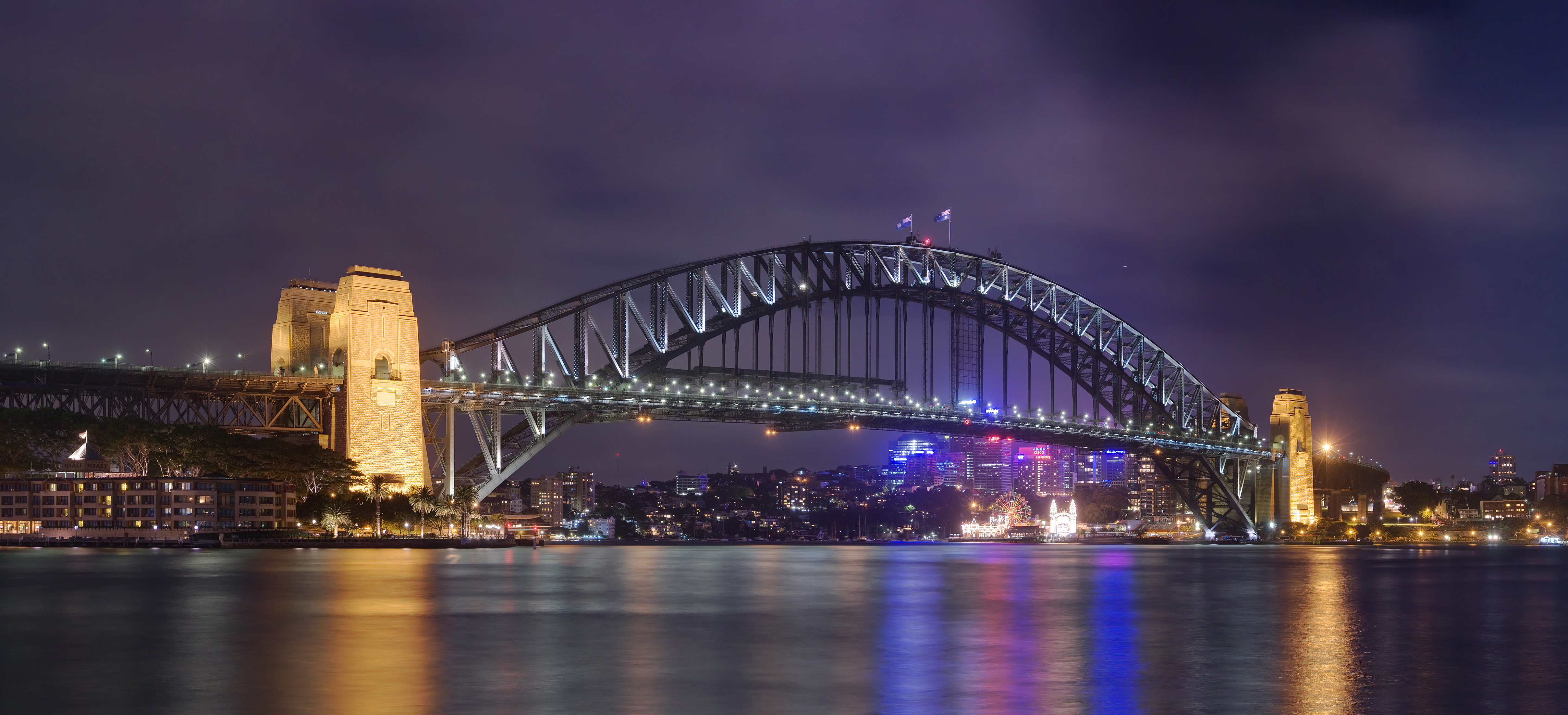
1932: Se deschide oficial Sydney Harbour Bridge din Sydney, unul dintre cele mai lungi poduri din lume, la 9 ani de la începerea construcției.

- 1279: După înfrângerea Chinei în lupta maritimă de la Yamen împotriva mongolilor, prim-ministrul și consilierul imperial Lu Xiufu se îneacă împreună cu moștenitorul de opt ani al tronului, Song Bing, și astfel pune capăt dinastiei Song. Conducerea mongolilor începe sub dinastia Yuan proclamată de Kublai Khan.
- 1452: Regele Friedrich al III-lea este încoronat Împărat al Sfântului Imperiu Roman de Papa Nicolae al V-lea la Roma. Este ultima încoronare imperială din Roma.
- 1563: În Edictul de la Amboise, hughenoții din Franța au primit dreptul limitat la libertatea religioasă prin Caterina de Medici. Parisul și alte câteva orașe sunt excluse din regulament. Aceasta pune capăt Primului Război Huguenot.
- 1807: Războiul celei de-a Patra Coaliții: A început Asediul Danzigului.
- 1808: Regele Carol al IV-lea al Spaniei abdică. Fiul său Ferdinand al VII-lea preia domnia. Câteva zile mai târziu, Napoleon Bonaparte, ale cărui trupe se află în țară, s-a opus recunoașterii lui Ferdinand ca rege, ceea ce a dus apoi la revenirea domniei tatălui său.
- 1823: După mai puțin de un an la putere, Augustin I al Mexicului, primul împărat al Mexicului, abdică în urma protestelor conduse de generalul Santa Anna. El primește o pensie, dar trebuie să plece în străinătate.
- 1859: A avut loc, la Paris, premiera operei "Faust", de Charles Gounod.
- 1888: A demisionat Guvernul condus de Ion C. Brătianu. S-a format un nou Guvern, condus de junimistul Theodor Rosetti.
- 1895: Auguste și Louis Lumière înregistrează primele lor imagini folosind noua lor cameră cinematografică brevetată.
- 1911: Inițiată de Clara Zetkin, se sărbătorește pentru prima dată Ziua Internațională a Femeii în Germania, Danemarca, Austro-Ungaria și Elveția.
- 1912: Regele Carol I a promulgat prima lege modernă cu privire la pașapoartele din România.[1]
- 1913: A avut loc premiera versiunii integrale a operei „Boris Godunov", de M. P. Musorski, la Metropolitan Opera din New York.
- 1915: Planeta Pluto este fotografiată pentru prima dată, dar nu este recunoscută ca planetă.
- 1919: La Universitatea din București, în cadrul măsurilor de pedepsire a celor care au pactizat cu germanii, se instituie o "comisie de cercetare" a profesorilor universitari. Sunt incriminați mai mulți universitari care s-au comportat servil în timpul ocupației germane (Primul Război Mondial), unii au fost îndepărtați din învățământ, altora li se interzice temporar să țină cursuri.
- 1931: City Bank din New York este prima bancă din istoria Statelor Unite ce cade victimă unui jaf armat.
- 1932: Se deschide oficial Sydney Harbour Bridge din Sydney, unul dintre cele mai lungi poduri din lume, la 9 ani de la începerea construcției.[2][3]
- 1944: Al Doilea Război Mondial: în cadrul Operațiunii Margareta I, trupele naziste ocupă Ungaria.
- 1945:  În largul coastei Japoniei, un bombardier lovește portavionul USS Franklin, ucigând 724 de oameni membri ai echpajului. Nespus de deteriorată, nava reușește să se întoarcă în SUA sub propria sa putere.

2018: "Sudan", ultimul mascul de rinocer alb nordic de pe Terra a fost eutanasiat în Kenya, într-o rezervație situată la 200 de km la nord de Nairobi, din cauza complicațiilor legate de vârsta sa înaintată (45 de ani)

- 1945: Hitler semnează Decretul Nero privind distrugerea infrastructurii economiei germane pentru a nu mai putea fi utilizată de trupele aliate.
- 1946: Guyana Franceză, Guadalupe, Martinica și Réunion devin "Provinciile Franței de peste mări".
- 1949: A avut loc congresul de constituire a Uniunii Tineretului Comunist – UTC.
- 1953: Au fost televizate pentru prima oară Premiile Academiei Americane de Film (Premiile Oscar).
- 1958: A fost creat Parlamentul European, ca for consultativ al Uniunii Europene.
- 1962: Artistul foarte influent Bob Dylan lansează primul său album, Bob Dylan, pentru Columbia Records.
- 1969: Cea mai înaltă structură din Europa când a fost construită în 1964, turnul de televiziune cu o înălțime de 385 metri de la stația de transmisie Emley Moor, Marea Britanie, se prăbușește în timpul unei furtuni din cauza acumulării de gheață.
- 1990: Izbucnesc violențele interetnice de la Târgu Mureș.
- 2002: Zimbabwe este suspendat din Commonwealth acuzat de abuzuri ale drepturilor omului și de fraudă electorală, în urma unor alegeri prezidențiale turbulente.
- 2006: La alegerile prezidențiale din Belarus, președintele în funcție Aleksandr Lukașenko a primit peste 80% din voturi. În aceeași noapte, în capitala bielorusă Minsk au avut loc proteste pașnice ale câtorva mii de oameni împotriva manipulării alegerilor, proteste care vor continua în următoarele zile.
- 2018: "Sudan", ultimul mascul de rinocer alb nordic de pe Terra a fost eutanasiat în Kenya, într-o rezervație situată la 200 de km la nord de Nairobi, din cauza complicațiilor legate de vârsta sa înaintată (45 de ani).[4] Decesul lui Sudan este sinonim cu stingerea acestei subspecii.

## Nașteri
- 1716: Guillaume Coustou, sculptor francez (d. 1777)
- 1749: Prințesa Louisa a Marii Britanii (d. 1768)
- 1813: David Livingstone, misionar și explorator scoțian (d. 1873)
- 1823: Prințesa Adelgunde a Bavariei (d. 1914)
- 1826: Nicolae Hurmuzaki, om politic român (d.1909)
- 1839: Friedrich Otto Wünsche, botanist briolog, micolog, profesor universitar german (d.1905)
- 1848: Wyatt Earp, om de drept și un jucător de noroc din Vestul Sălbatic (d. 1929)
- 1849: Alfred von Tirpitz, amiral german (d. 1930)
- 1851: Frederic Francisc al III-lea de Mecklenburg (d. 1897)
- 1862: Marcel Rieder, pictor francez (d. 1942)
- 1873: Max Reger, compozitor german (d. 1916)
- 1874: Nikolai Berdiaev, filozof rus (d. 1948)

David Livingstone, misionar și explorator scoțian
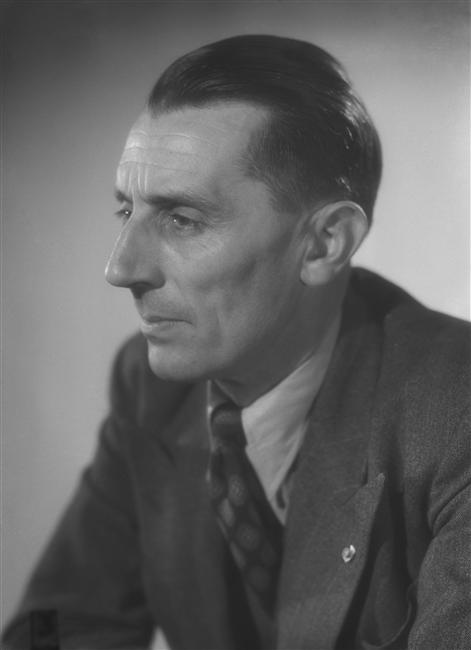
Frédéric Joliot-Curie, chimist francez, laureat Nobel
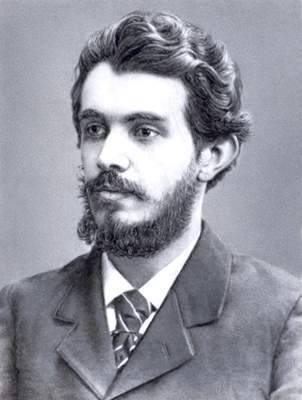
Nikolai Berdiaev, filozof rus

- 1883: Walter Haworth, chimist britanic, laureat al Premiului Nobel (d. 1950)
- 1889: Manuel al II-lea al Portugaliei (d. 1932)
- 1900: Frédéric Joliot-Curie, chimist francez, laureat al Premiului Nobel (d. 1958)
- 1906: Adolf Eichmann, ofițer german nazist și criminal de război (d. 1962)
- 1912: Marina Știrbei, aviatoare română (d. 2001)
- 1917: Dinu Lipatti, pianist, pedagog și compozitor român (d. 1950)
- 1917: László Szabó,  mare maestru de șah de origine maghiară  (d. 1998)
- 1927: Allen Newell, cercetător american în domeniul informaticii (d. 1992)
- 1933: Constantin Dinulescu, actor român
- 1936: Ursula Andress, actriță elvețiană
- 1943: Mario J. Molina, chimist mexican, laureat al Premiului Nobel pentru Chimie (d. 2020)

Dinu Lipatti, pianist, pedagog și compozitor român
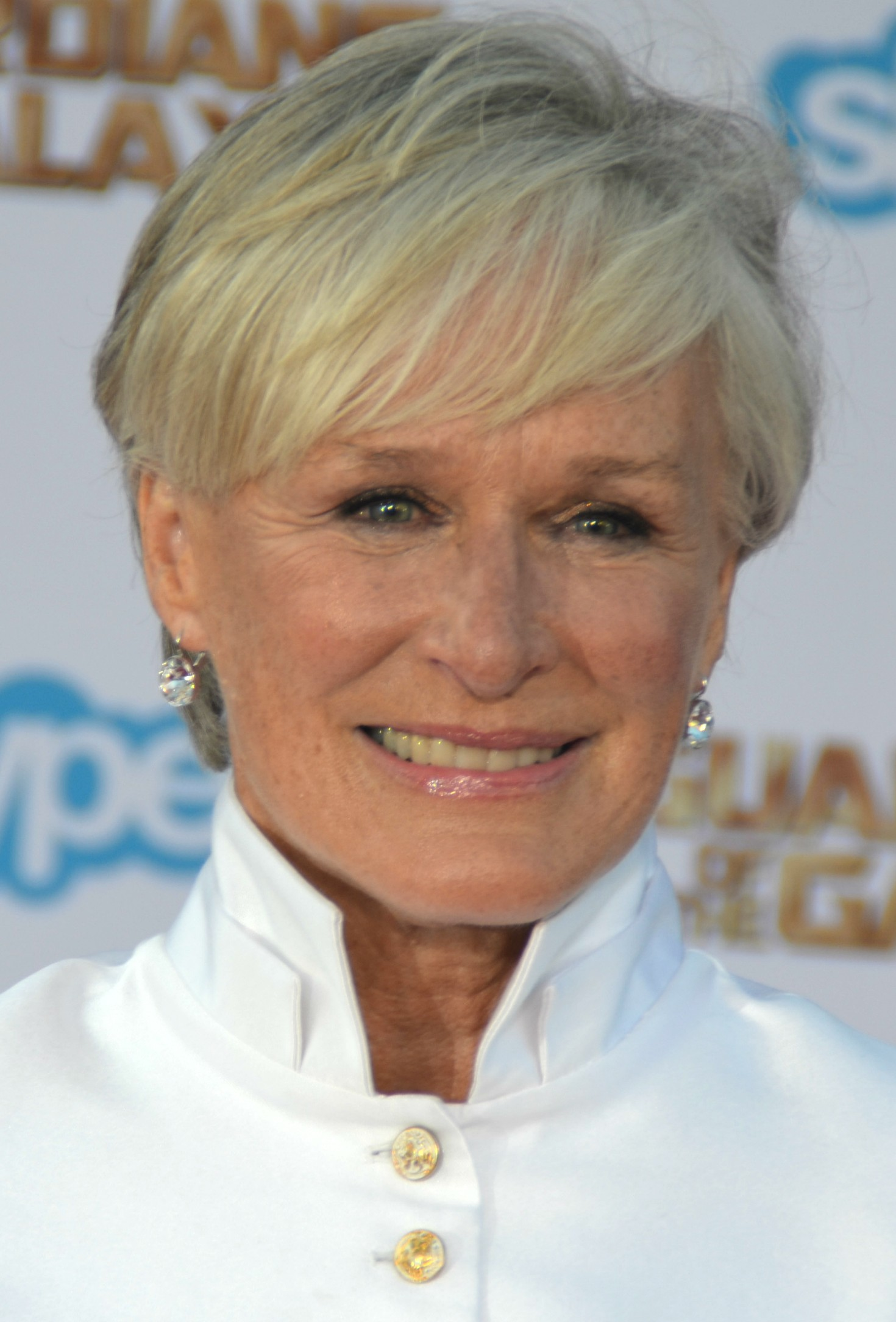
Glenn Close, actriță americană
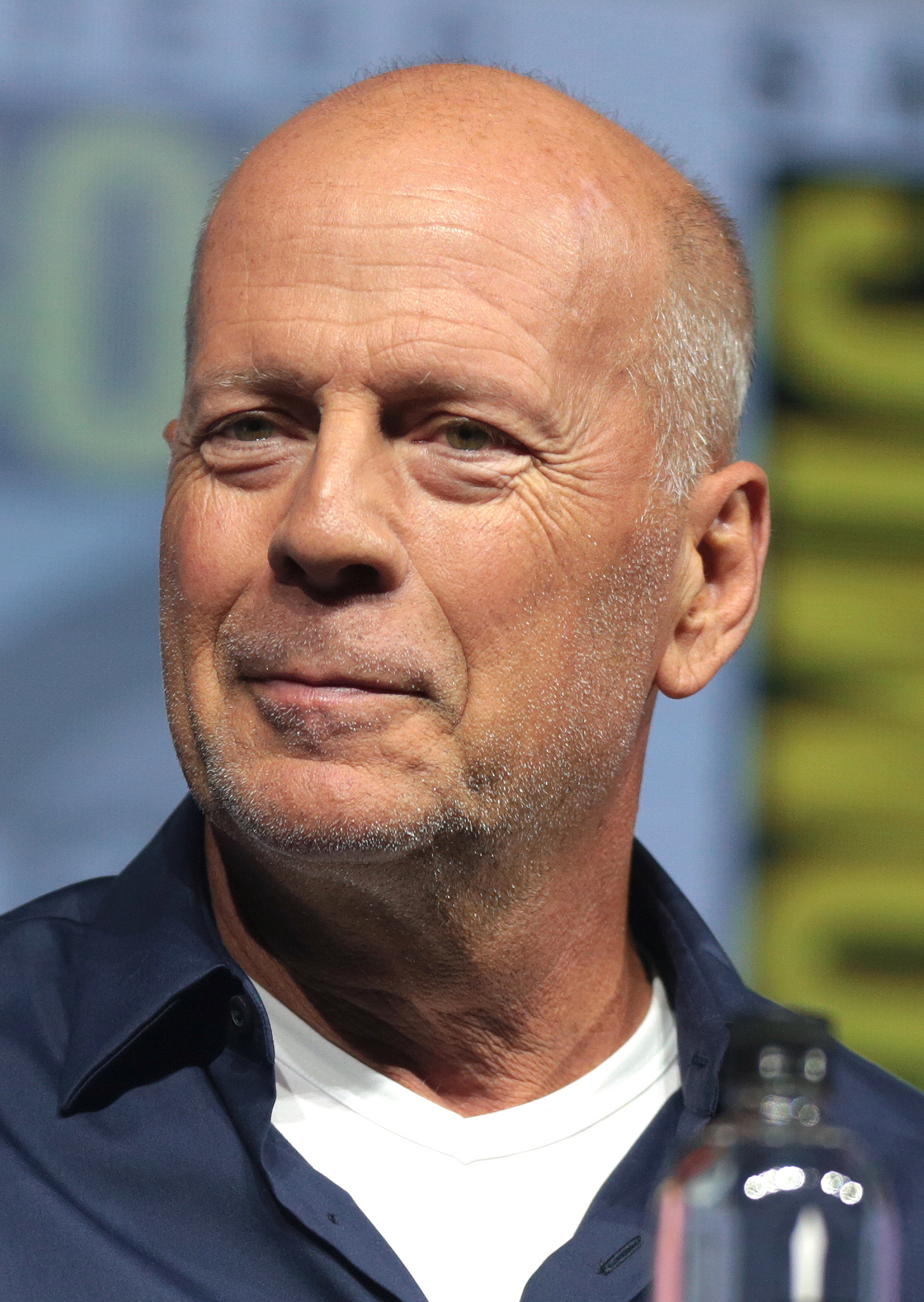
Bruce Willis, actor american

- 1947: Glenn Close, actriță americană
- 1948: Dan Ioan Popescu, politician român
- 1949: Valeri Leontiev,  cântăreț rus
- 1955: Bruce Willis, actor, producător și cântăreț american
- 1961: Rune Bratseth, fotbalist norvegian
- 1976: Alessandro Nesta, fotbalist italian
- 1977: Iulia Andrei, handbalistă română
- 1977: Josep-Lluís Serrano Pentinat, prelat spaniol al Bisericii Catolice, care ocupă funcția de episcop auxiliar al Urgell
- 1982: Eduardo Saverin,  om de afaceri și investitor brazilian, cofondator Facebook

## Decese
- 1637: Péter Pázmány, cardinal și om de cultură originar din Oradea (n. 1570)
- 1721: Papa Clement al XI-lea (n. 1649)
- 1746: Marea Ducesă Anna Leopoldovna a Rusiei, regentă a Rusiei (n. 1718)
- 1865: Nicolae Filimon, scriitor, cronicar teatral și muzical român (n. 1819)

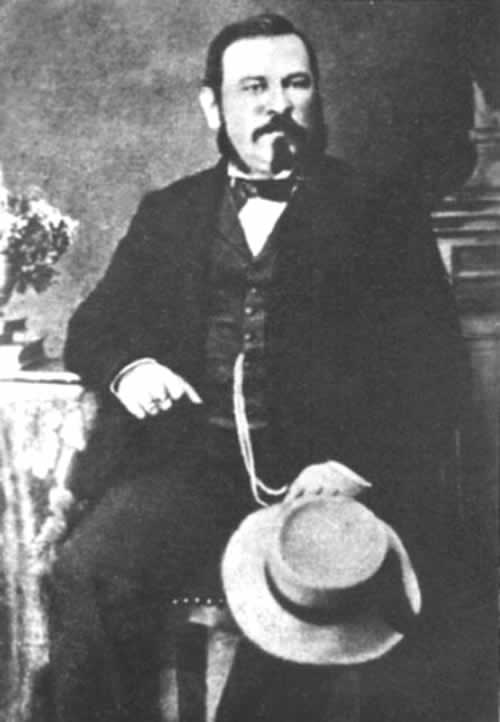
Nicolae Filimon, scriitor, cronicar teatral și muzical român
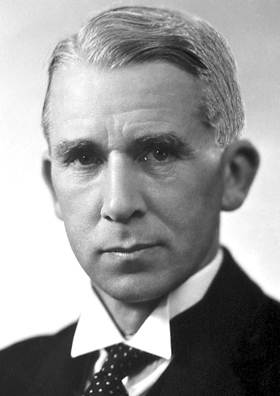
Walter Haworth, chimist britanic, laureat Nobel
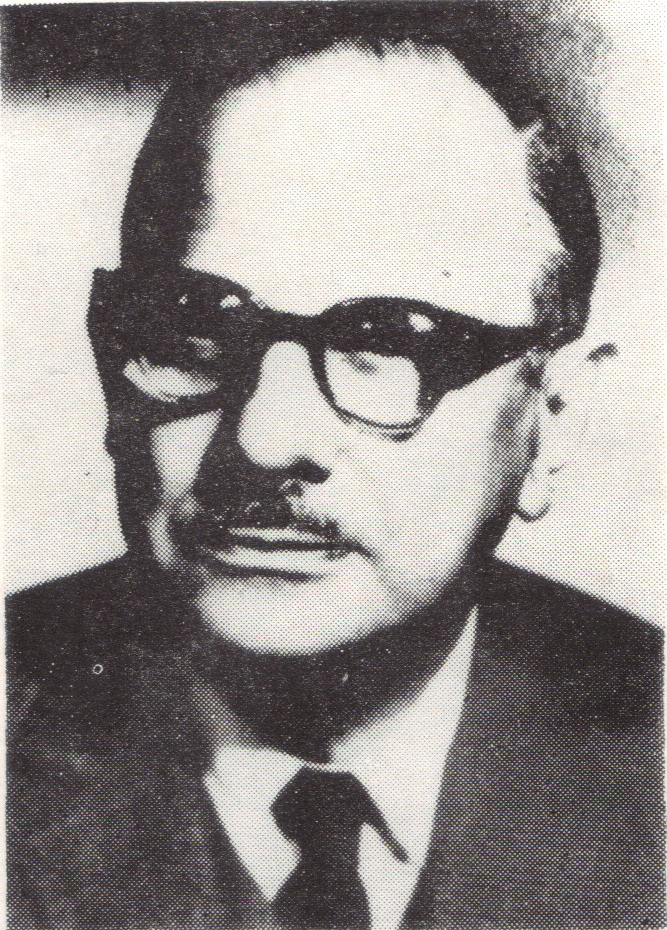
Alexandru Dima, critic și istoric literar român

- 1914: Giuseppe Mercalli, vulcanolog și preot italian (n. 1850)
- 1939: Charles-François-Prosper Guérin, pictor francez (n. 1875)
- 1950: Walter Haworth, chimist britanic, laureat al Premiului Nobel (1937), (n. 1883)
- 1965: Gheorghe Gheorghiu-Dej, liderul comunist al României din 1947 până la moartea sa (n. 1901)
- 1979: Alexandru Dima, critic și istoric literar român (n. 1905)
- 1987: Louis Victor de Broglie, fizician francez, laureat al Premiului Nobel (n. 1882)

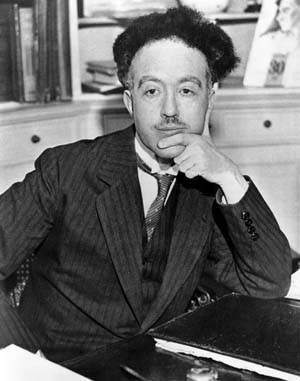
Louis Victor de Broglie, fizician francez, laureat Nobel
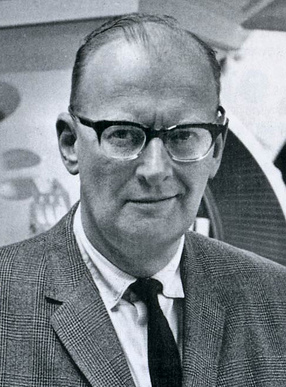
Arthur C. Clarke, scriitor britanic de science fiction
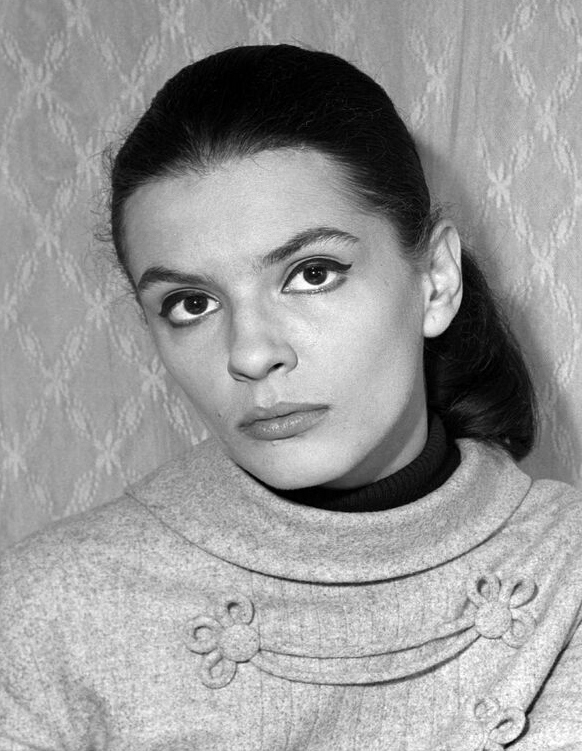
Irina Petrescu, actriță română

- 1997: Willem de Kooning, pictor american de origine olandeză (n. 1904)
- 2005: John DeLorean, inginer și inventator american (n. 1925)
- 2008: Arthur C. Clarke, scriitor britanic de science fiction (n. 1917)
- 2008: Hugo Claus, scriitor, regizor belgian (n. 1929)
- 2008: Paul Scofield, actor britanic (n. 1922)
- 2009: Ion Dolănescu, interpret român de muzică populară (n. 1944)
- 2011: Knut (urs polar) (n. 2006)
- 2013: Irina Petrescu, actriță română (n. 1941)
- 2018: Andrei Gheorghe, prezentator, realizator de emisiuni de radio și televiziune din România (n. 1962)
- 2021: Glynn Lunney, inginer american la NASA (n. 1936)
- 2022: Barbu Cioculescu, poet, scriitor, eseist, critic literar și traducător român (n. 1927)

## Sărbători
- Ziua tatălui, în Spania, Portugalia Italia și Belgia (Ziua Sf. Iosif)
- În calendarul creștin-ortodox: Sf. Mc. Hrisant și Daria, Claudiu și Ilaria; Sf. Mc. Marian Diaconul[5]
- În calendarul romano-catolic: Sf. Iosif, soțul Sfintei Fecioare Maria
- Ziua pașaportului românesc[1]